# Adolf Ripka

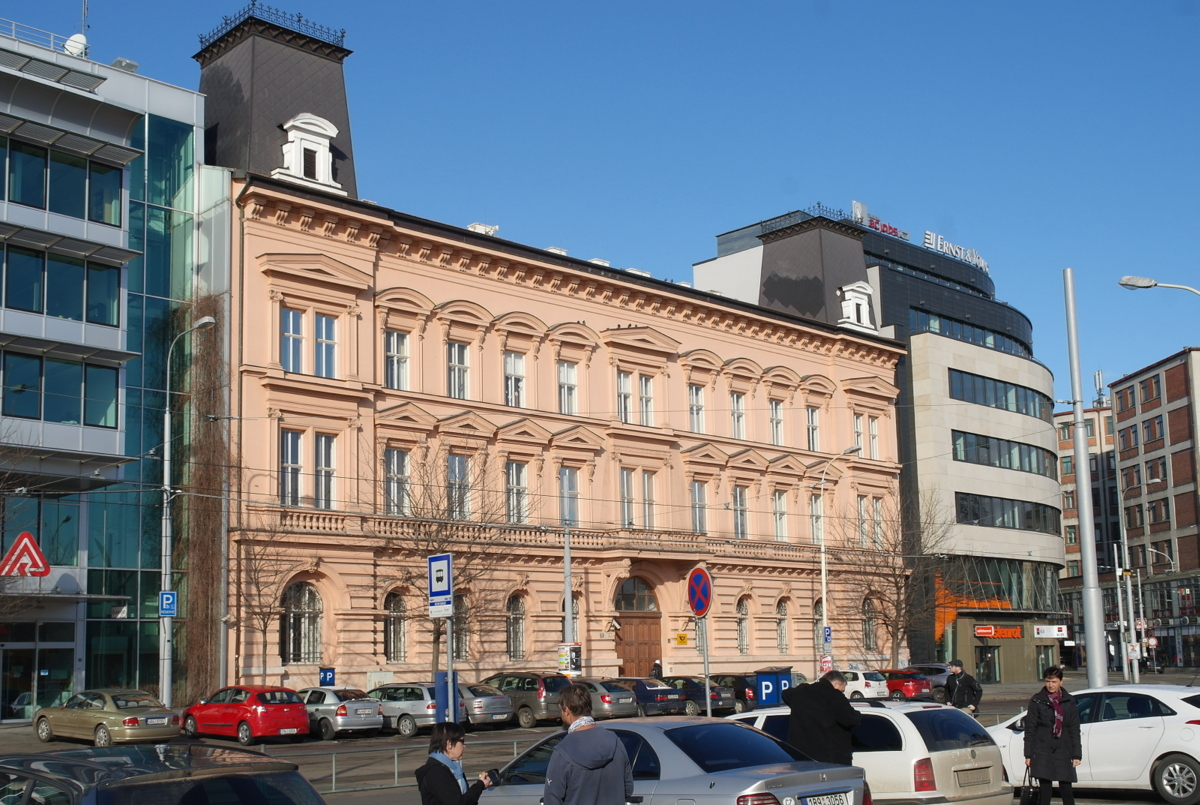
Nájemní dům Adolfa Ripky, nyní Benešova č. 8

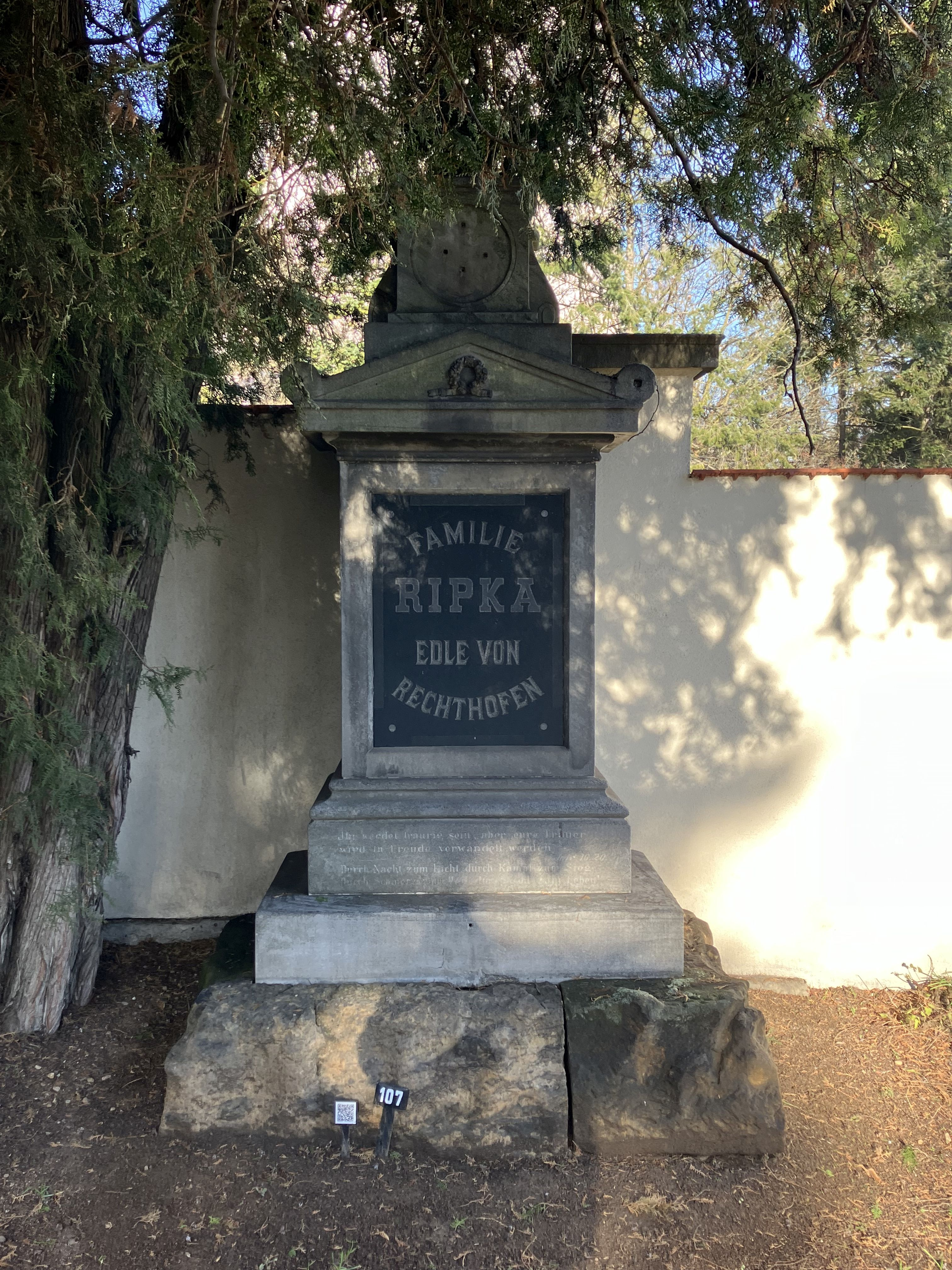
Hrob Adolfa Ripky

Adolf Ripka von Rechthofen (29. září 1812 Sokolnice – 17. února 1884 Brno) byl rakouský podnikatel a politik německé národnosti z Moravy; poslanec Moravského zemského sněmu.

## Biografie
Vystudoval gymnázium v Brně. Od roku 1853 byl brněnským měšťanem. Působil jako podnikatel v oboru barviv a velkoobchodník. Nejprve byl obchodním společníkem v rodinné továrně na barvy, později vedl velkoobchod s koloniálním a barvířským zbožím v brněnské Novobranské ulici. Když zemřel roku 1853 jeho otec Josef Max Ripka, převzal Adolf spolu s bratrem Karlem i spediční firmu. Byl rovněž majitelem dřevařské firmy na výrobu intarzovaného nábytku. Patřil mezi nejvýznamnější průmyslníky v Rakousku. Zastával funkci prezidenta akciového cukrovaru v Modřicích. Zasedal v četných německých spolcích. Od roku 1876 zasedal v kuratoriu Mährisches Gewerbemuseum a v období let 1869–1874 byl i členem obecního výboru v Brně.
Od roku 1850 měl titul císařského rady a získal i šlechtický titul (Edler von Rechthofen). Do šlechtického stavu byl povýšen 7. dubna 1879. Dobové zdroje uvádějí, že rodina později konvertovala ke křesťanství. V letech 1867–1867 pro něj architekt Josef Arnold postavil v Brně Nájemní dům Carla Adolfa Ripky von Rechthofen, ve kterém později sídlilo policejní ředitelství. Aktivní podíl měl i na rozvoji turistického ruchu na Moravě. Zastával funkci předsedy brněnské pobočky Österreichischer Touristenklub. Roku 1882 po něm získal současný Horní můstek u propastí Macocha jméno Ripka Warte.
V 70. letech se zapojil i do vysoké politiky. V doplňovacích zemských volbách 4. listopadu 1872 byl zvolen na Moravský zemský sněm, za kurii obchodních a živnostenských komor, obvod Brno. Mandát zde obhájil v zemských volbách roku 1878. V roce 1878 se uváděl coby liberální kandidát (tzv. Ústavní strana, liberálně a centralisticky orientovaná).
Zemřel v únoru 1884 ve věku 71 let.
Je pohřben na Ústředním hřbitově v Brně, sk. 2/hr. 105–107.